# Linia kolejowa Węgliniec – Roßlau

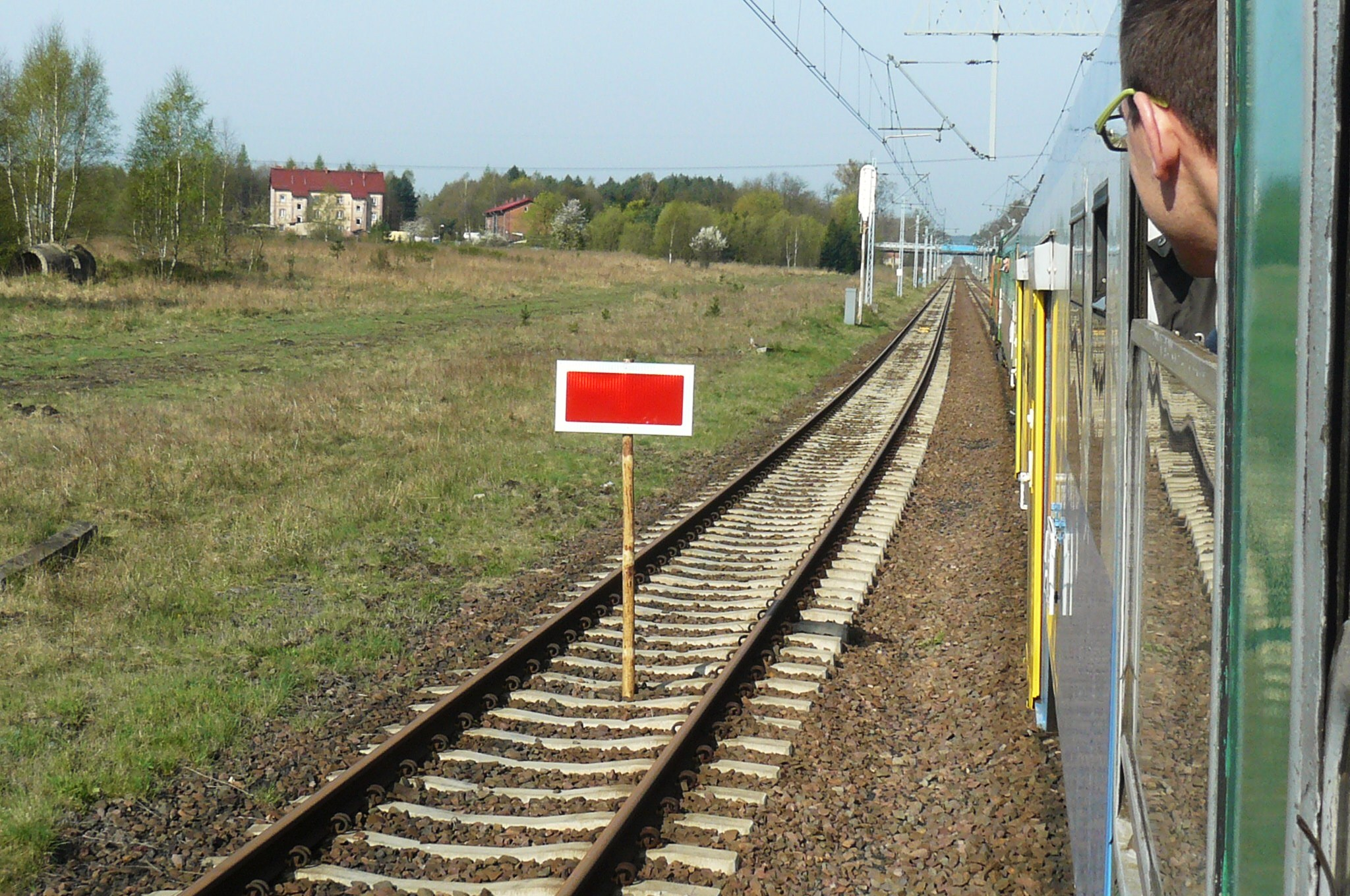
Tor zamknięty w Węglińcu w 2015 r.

Linia kolejowa Węgliniec – Roßlau – linia łącząca stację Węgliniec w Polsce ze stacją Roßlau (Elbe) w Niemczech przez przejście graniczne Węgliniec-Horka (PL/DEU). Linia składa się z kilku odcinków numerowanych – jest to 295 w Polsce (Węgliniec – Bielawa Dolna) i 6207 w Niemczech (Granica państwa – Roßlau).

## Charakterystyka techniczna
- Kategoria linii: pierwszorzędna
- Liczba torów:
  - dwutorowa na większości przebiegu[1]
- Sposób wykorzystania: czynna, wstrzymany ruch pasażerski
- Elektryfikacja:
  - na odcinku Węgliniec – Granica państwa 3000 V DC
  - na odcinku Granica państwa – Roßlau 15 kV 16,7 Hz AC
- Szerokość toru: normalnotorowa
- Przeznaczenie linii: międzynarodowa linia towarowa

| odcinek linii | odcinek linii | pociągi pasażerskie | szynobusy | pociągi towarowe |
| km pocz.      | km końcowy    | pociągi pasażerskie | szynobusy | pociągi towarowe |
| 0,522         | 13,424        | 120                 | 120       | 120              |

## Historia
Linia kolejowa została otwarta w 6 czerwca 1874. W 2006 odcinek Węgliniec-Bielawa Dolna został zelektryfikowany. Wiosną 2008 ukończono modernizację linii z Legnicy do Zgorzelca/Horki, przystosowując ją do prędkości 160 km/h dla ruchu pasażerskiego i 120 km/h dla ruchu towarowego w ramach modernizacji korytarza transeuropejskiego E 30; modernizacja nie objęła jednak zabytkowej stacji w Węglińcu.
26 lutego 2008 ministrowie infrastruktury Polski i Niemiec podpisali międzyrządową umowę dotyczącą budowy oraz utrzymania i eksploatacji granicznych mostów kolejowych na Odrze i Nysie Łużyckiej. W ramach porozumienia do 2011 strona polska miała wybudować na tym odcinku nowy, dwutorowy most kolejowy, przystosowany do ruchu pociągów towarowych z prędkością 120 km/h i obciążenia 245 kN/oś.
W lipcu 2008 PKP Polskie Linie Kolejowe podpisały umowę z firmą DB International GmbH na wykonanie dokumentacji przedprojektowej do budowy mostu przez Nysę Łużycką i elektryfikacji linii kolejowej nr 295 na odcinku Bielawa Dolna–Horka. Rozpoczęcie budowy nowego mostu zaplanowano na grudzień 2013.

## Ruch pociągów
Linia została zakwalifikowana przez Biuro Eksploatacji spółki PKP Polskie Linie Kolejowe jako „linia o priorytecie towarowym”.
Linia na odcinku Węgliniec – podg Särichen wykorzystywana jest wyłącznie przez pociągi towarowe.